# Индейский волчок
Индейский волчок, или американская малая выпь, или индийский волчок (лат. Botaurus exilis) — маленькая околоводная перелётная птица семейства цаплевых. Макушка, спина и хвост самцов окрашены в зеленовато-чёрный цвет, самок — в пурпурно-каштановый; шея, бока и низ коричневые или белые; крылья каштановые с контрастными светлыми пятнами; по лопатке проходит бледная полоса. Индейский волчок может легко передвигаться, цепляясь за скопления растительности над уровнем воды. Основной ареал вида простирается от юго-восточной Канады через США и Мексику до Коста-Рики, некоторые подвиды обитают обособленно в Южной Америке. Птицы питаются мелкой рыбой и насекомыми, охотясь на них днём или вечером в высоких густых зарослях болотной травы. Гнёзда строят в тех же зарослях, сгибая высокую траву над водой и укладывая ветки в основание. Откладывают от 2 до 7 яиц, которые насиживают 15—20 дней, могут делать вторую кладку. Птенцы открывают глаза уже через 10 минут после появления на свет, на третий день они могут держать крылья, на четвёртый — цепляться лапами за траву, а на пятый — покидать гнездо. Первый полёт совершают к концу первого месяца.
Индейский волчок был описан немецким учёным Иоганном Фридрихом Гмелином в 1789 году в 13-м издании «Системы природы». Международный союз орнитологов относит индейского волчка к роду выпи и выделяет шесть подвидов. Редкая тёмная морфа, впервые описанная американским орнитологом Чарльзом Барни Кори в 1886 году, до 1923 года считалась отдельным видом. Международный союз охраны природы относит индейского волчка к видам, вызывающим наименьшие опасения.

## Описание

### Общие сведения
Индейский волчок, наряду с пестроспинным (Botaurus involucris), является одним из самых мелких представителей семейства цаплевых (Ardeidae). Евгений Александрович Коблик в энциклопедии «Разнообразие птиц» указал, что длина тела у него составляет 28—33 см, масса — до 100 г, размах крыльев — 52—55 см, в «Birds of the World» указана длина тела 28—36 см и масса 80 г. Ранее учёные рассматривали индейского волчка в восточной и в западной части ареала как отдельные подвиды на основании их размеров, но исследования на большой выборке птиц опровергли такое разделение. В США и Канаде размер тела и длина крыла индейского волчка возрастают с востока на запад, оперение становится темнее с севера на юг. Размеры самцов и самок схожи: по одним источникам, самцы крупнее самок, а по другим — самки крупнее самцов. В энциклопедии «Birds of the World» указаны размеры самцов и самок для восточной и западной частей ареала. У самцов в восточной части длина крыла в среднем составляет 115,8 мм, хвоста — 41,8 мм, плюсны — 40,3 мм, клюва — 45,3 мм, у самок — 113,7 мм, 40,1 мм, 39,5 мм и 44,3 мм соответственно. Аналогично, у самцов в западной части длина крыла в среднем составляет 122,7 мм, хвоста — 44,3 мм, плюсны — 42,0 мм, крыла — 46,9 мм, у самок — 121,6 мм, 42,9 мм, 41,7 мм, 46,7 мм соответственно.

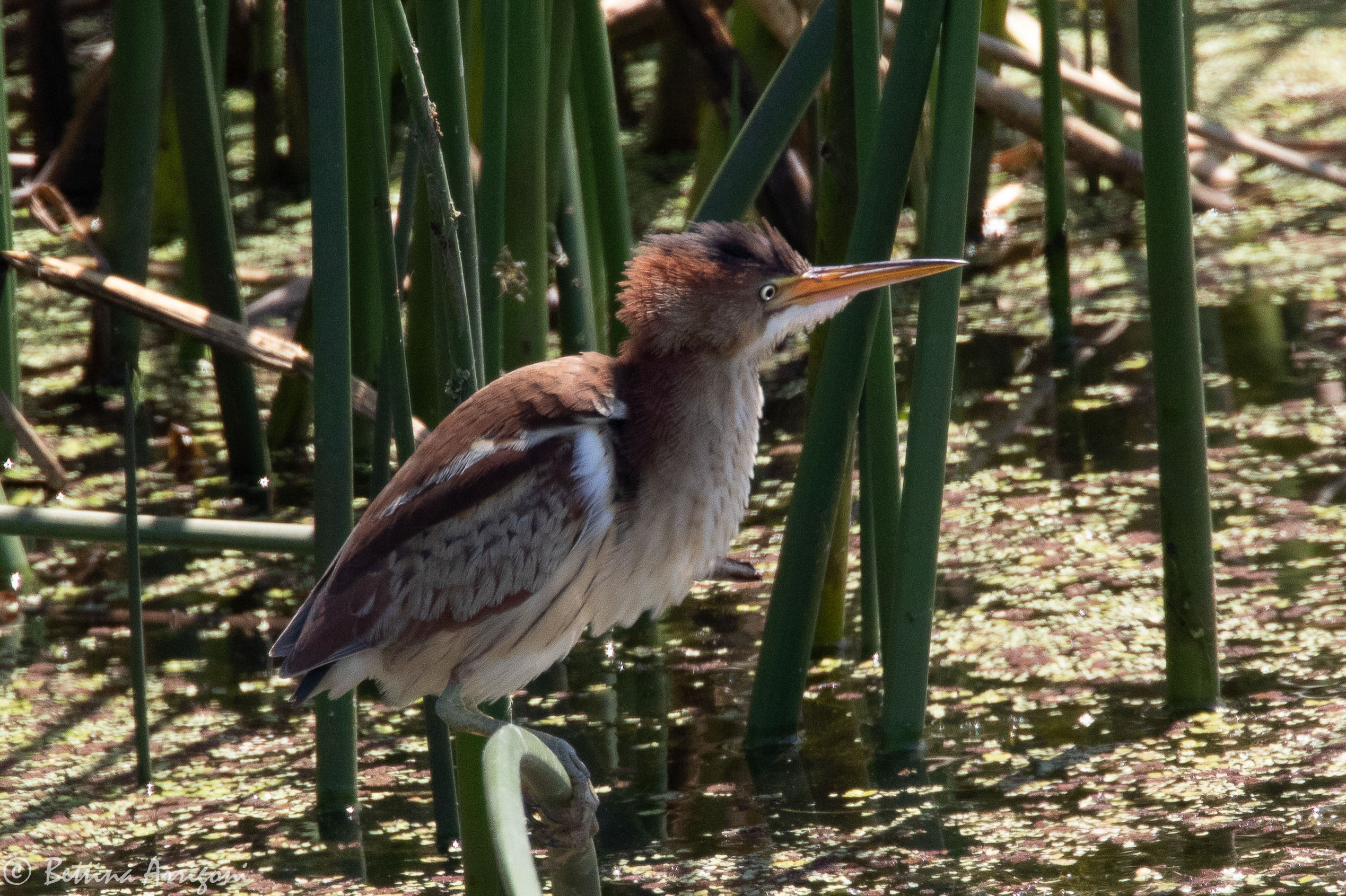
Самка индейского волчка

В оперении индейского волчка присутствует половой диморфизм. В то время как у самцов макушка, спина и хвост зеленовато-чёрного цвета, у самок они пурпурно-каштановые. Шея, бока и низ у индейского волчка коричневые или белые, с тёмными прожилками на шее у самок; каштановые крылья украшены контрастными светлыми пятнами. Перья лопатки окаймляют хорошо заметные бледные полосы. Молодые птицы похожи на самок, отличаясь более бледными, коричневатыми оттенками на макушке, с более сильными тёмными прожилками на груди и горле. Возраст птиц определяется по количеству оставшихся перьев ювенильного оперения на крыле, которое составлено из 10 первостепенных маховых перьев, 12 второстепенных и 3 третьестепенных. По данным «Birds of the World» хвост состоит из 8 рулевых перьев, в то же время представители IUCN-SCC Heron Specialist Group отмечают у индейского волчка, как и у других представителей рода, 10 рулевых перьев. Ухаживая за оперением, индейский волчок в первую очередь чистит перья груди, реже — спины. Для чистки перьев он использует зазубренный длинный коготь среднего пальца. «Туалетный» коготь необходим для нанесения и соскабливания роговой пудры, продуцируемой пудретками и используемой вместо жировой смазки.
Шея изогнута S-образно, как и у других выпей, замаскирована длинными перьями и не может распрямляться полностью. Индейский волчок держит голову слегка приподнятой. У него тонкий заострённый клюв жёлтого цвета с тёмно-коричневым надклювьем и с режущими краями. Птицы могут зевать, оставляя дистальные кончики клюва сомкнутыми и раздвигая проксимальные концы, расположенные ближе к голове. Глаза индейского волчка, как и у остальных цапель, расположены на линии между основанием черепа и кончиком клюва, что позволяет им наносить прицельный удар клювом по добыче. Радужка глаза жёлтая.
У индейского волчка голая розовая нижняя часть голени, сами ноги окрашены в зелёный цвет спереди и в жёлтый сзади. Подошва стоп также жёлтая. Все пальцы, включая задний, прикреплены на одном уровне. Внешние пальцы ног короткие, с длинными изогнутыми когтями, что позволяет волчку легко передвигаться, цепляясь за скопления растительности над уровнем воды. Кроме того, индейский волчок может быстро бегать и прыгать, а также закапываться в растительность, как грызуны.
Во Флориде отмечали до 12 видов цапель, в том числе индейского волчка, кормящихся на одном водоёме. Во время полевых наблюдений его можно перепутать с американской зелёной кваквой (Butorides virescens), от которой он отличается меньшими размерами, пятном на крыле и более светлым цветом оперения, или с пестроспинным волчком, который в целом заметно светлее (он отличается более жёлтой спиной, узкой полосой тёмного цвета на голове и светлыми крыльями).

### Оперение

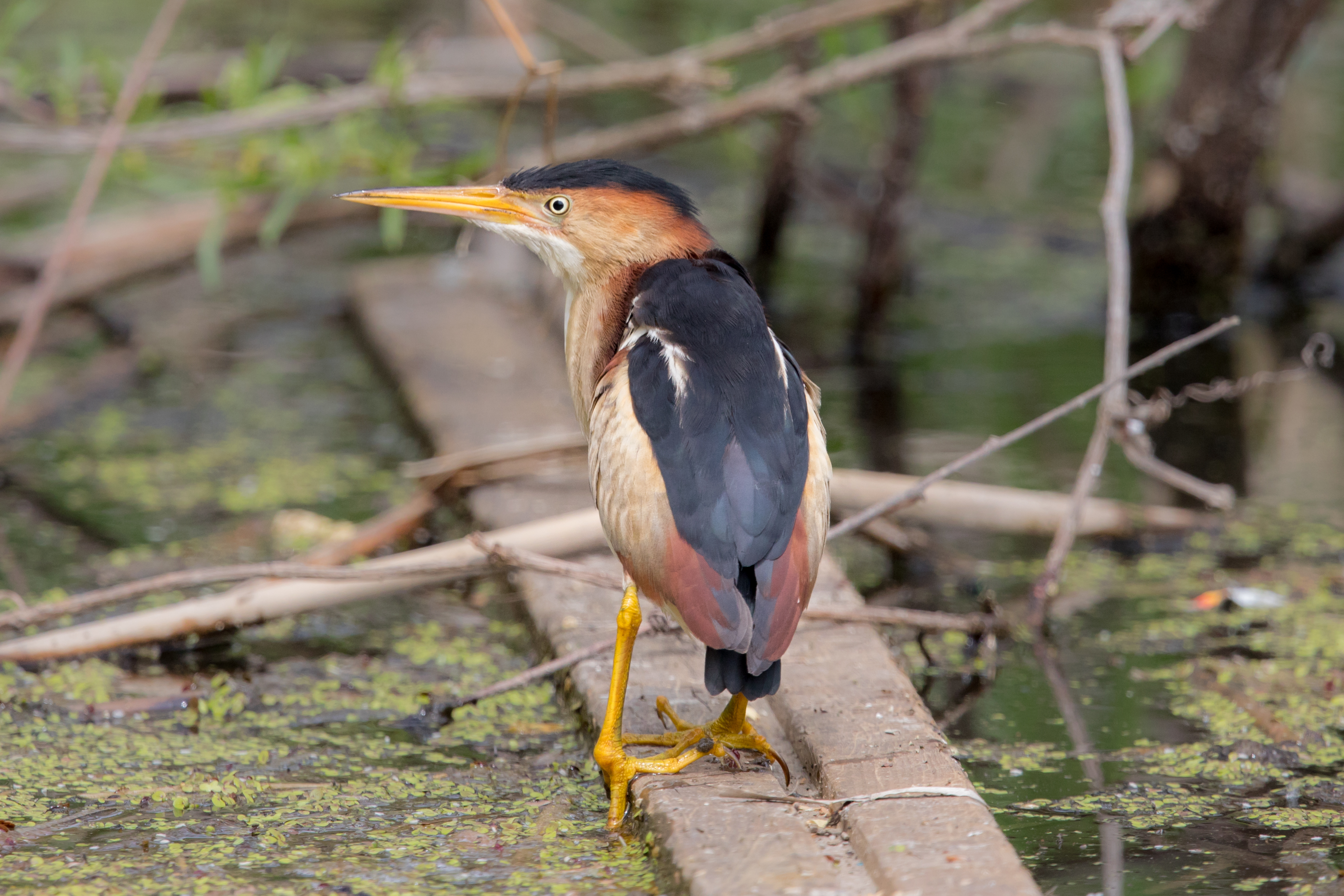
Вид со спины

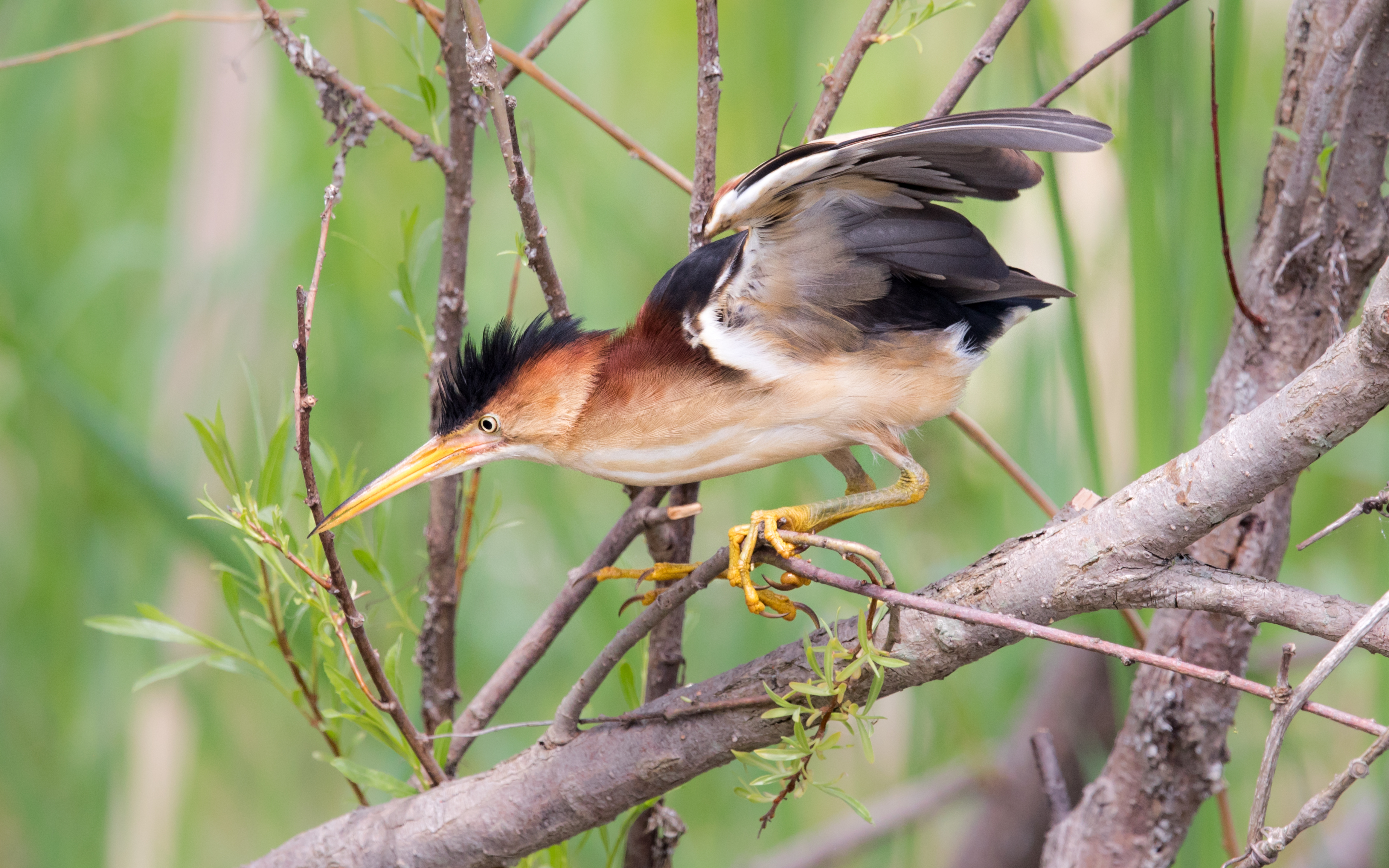
Оперение под крылом

Основное оперение самца индейского волчка зеленовато-чёрное сверху. В этот цвет окрашены перья макушки, затылка, спины, лопаток, надхвостья и хвоста. У некоторых птиц перья на лопатках имеют кремово-белую кайму.
Над глазом проходит каштановая полоса, а уздечка — область между глазом и клювом — окрашена в тускло-жёлтый цвет. На подбородке, горле и груди цвет оперения варьирует от белого до охристого. По центру горла проходит бледно-охристая вертикальная полоса, по сторонам груди растут тёмные перья с бледными кончиками, которые скрываются под крылом. Первостепенные кроющие перья крыла чёрные, поверх каштановых третьестепенных и больших кроющих перьев расположены более светлые серо-охристые срединные и малые кроющие перья, которые формируют овальные пятна, видимые как в полёте, так и на сложенном крыле. Самка отличается от самца менее тёмным и более каштановым оперением макушки, более тёмной полосой на горле и более светлыми второстепенными кроющими перьями крыла. На груди у самки тёмно-коричневые прожилки.
Птенцы в гнезде покрыты мягким пухом длиной 10—12 мм, окрашенным в охристый цвет на спине (от светлого до тёмного) и беловатый — снизу. Цвет пуха на спине, возможно, зависит от возраста, при этом птенцы в одном гнезде могут быть окрашены по-разному. Ювенильное оперение отличается от оперения взрослых самок рисунком по краям перьев в верхней части, которое придаёт оперению птенцов чешуйчатый вид. Кончики первостепенных и третьестепенных кроющих перьев имеют рыжеватый оттенок, сами третьестепенные кроющие перья окрашены в коричневый. Остальные кроющие тусклые, с прожилками на стержне. Рулевые перья узкие, коричневого оттенка. Оперение самцов и самок в таком возрасте мало различается. Перед началом миграции на юг птицы приобретают первые перья основного оперения: чёрные у самцов и коричневые у самок. Первой осенью оперение молодых птиц представляет собой смесь переходного оперения на большей части тела, включая часть кроющих перьев крыла, третьестепенных маховых перьев и рулевых перьев, и ювенильного оперения, от которого сохранилась часть кроющих перьев крыла, третьестепенных маховых перьев, второстепенные и первостепенные маховые перья и часть рулевых перьев. В этом возрасте оперение сильно напоминает окончательное, отличаясь от него рыжеватыми кончиками первостепенных кроющих перьев, более коричневыми и узкими первостепенными, второстепенными и третьестепенными маховыми перьями, а также тёмными прожилками на кроющих перьях у некоторых птиц. В такой раскраске птицы остаются с сентября первого года по август второго.
Индейский волчок демонстрирует комплексную стратегию линьки. Первая полная линька происходит в гнезде, когда к 4-му дню у птенцов появляются первостепенные маховые перья, которые почти полностью формируются к 12-му дню, а на 15—20-й день птенцы приобретают ювенильное оперение, у которого не достаёт перьев лишь в нижней части тела и на макушке. С сентября по февраль первого года на зимних квартирах североамериканской популяции продолжается неполная линька, которая включает смену перьев тела, многих кроющих перьев, третьестепенных маховых и рулевых перьев, при этом остальные перья крыла остаются неизменными. Начиная со второго года, в июле-августе происходит полная линька. В это время индейский волчок может терять все свои маховые перья одновременно и полностью утрачивать способность к полёту (такую особь наблюдали в Аризоне). Полное сбрасывание перьев не наблюдается у других североамериканских цапель и больше напоминает пастушковых (Rallidae). Зимняя линька у индейского волчка, по-видимому, отсутствует.

### Подвиды

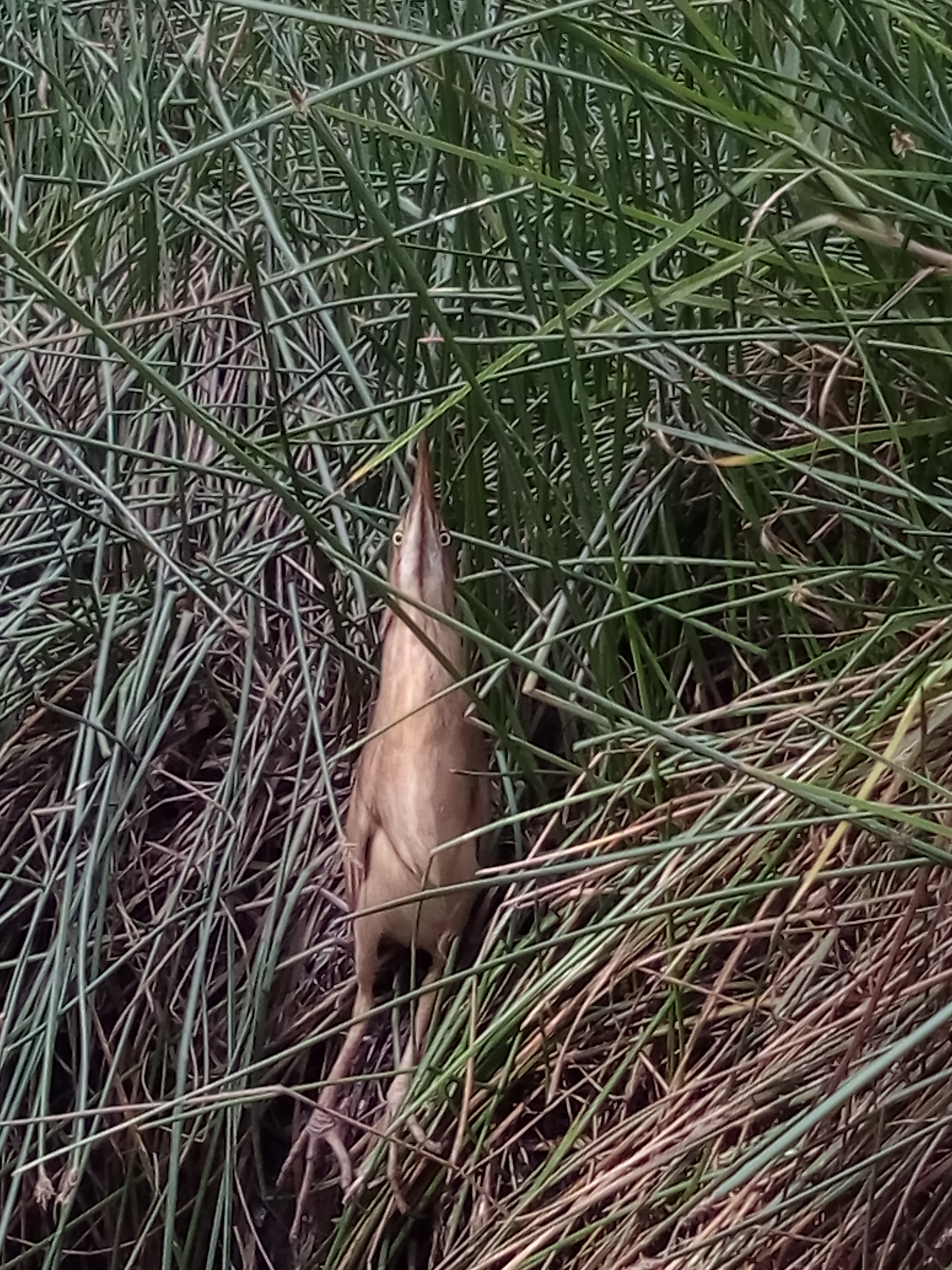
Ixobrychus exilis bogotensis

Помимо номинативного подвида с охристыми сторонами головы и кремово-жёлтыми кроющими перьями крыла, учёные выделяют ещё пять подвидов индейского волчка. Определение всех подвидов было включено в работу Эммета Рейда Блейка 1977 года, на которой основываются поздние авторы. На северо-западе Мексики, в штатах Сонора и Синалоа вдоль тихоокеанского побережья обитает подвид Botaurus exilis pullus, представители которого меньше птиц с запада США, обладают более тёмным оперением с коричневато-серыми или оливково-серыми кроющими перьями крыла, менее контрастными, чем у номинативного подвида. В болотах на побережье Перу обитает Botaurus exilis peruvianus — самый крупный подвид индейского волчка с наиболее блёклым оперением, обладающий также длинным клювом. Подвид Botaurus exilis bogotensis встречается в болотах и саваннах на юге департаментов Бояка и Кундинамарка в центральной Колумбии. Он отличается охристым оперением по сторонам головы, насыщенным цветом оперения снизу и почти полностью чёрной передней стороной ног. Широко распространён подвид Botaurus exilis erythromelas с заметно рыжим оперением по сторонам головы и шеи и более коротким клювом по сравнению с другими индейскими волчками, обитающими в западной части ареала. Его ареал простирается от центральных районов Панамы и северной части Колумбии на восток до Тринидада и на юг до Парагвая и Бразилии. В Эквадоре на озере Лимонкоча (Limoncocha) в провинции Напо и в Перу на реке Напо обитает подвид Botaurus exilis limoncochae. Подвид Botaurus exilis hesperis, выделенный Дональдом Райдером Дикки и Адрианом Джозефом Ван Россемом в 1924 году, современные орнитологи считают синонимичным номинативному подвиду.
Помимо светлой морфы, крайне редко встречается тёмная, у которой все участки оперения, бледные для светлой морфы, равномерно окрашены в тёмно-каштановый цвет, светлая полоса по плечу отсутствует, а некоторые тёмные участки оперения становятся практически чёрными. У таких птиц могут встречаться белые непигментированные перья на животе или на ногах, а также чёрные перья в любом месте тела. Клюв черноватый, лапы темнее, чем у светлой морфы, оливково-зелёные. Молодые птицы светлой морфы могут иметь тёмные пятна, но они всё равно заметно светлее тёмной морфы индейского волчка. Учёные отмечают, что представители тёмной морфы спариваются исключительно друг с другом и не образуют смешанных пар, даже яйца у них темнее. В англоязычной литературе тёмную морфу обычно называют Cory’s Least Bittern (дословно, индейский волчок Кори).
Впервые тёмная морфа была отмечена во Флориде в 1885 году и годом позже описана американским орнитологом Чарльзом Барни Кори как отдельный вид Ardetta neoxena. Позднее в музейных коллекциях был обнаружен экземпляр, полученный в 1845 году близ озера Кошкононг в Висконсине. Сомнения в том, что тёмная морфа представляет собой отдельный вид, возникли ещё в 1892 году, вместе с тем в 1902 году канадский орнитолог Джеймс Генри Флеминг изучил коллекцию птиц в Онтарио и послал экземпляр Ardetta neoxena английскому орнитологу Ричарду Боудлеру Шарпу, работавшему над каталогом птиц. В 1923 году Американское орнитологическое общество исключило Ardetta neoxena из списка видов, посчитав морфой индейского волчка. Известно 38 музейных экспонатов тёмной морфы, 22 из которых было получено в Онтарио. Преимущественно эти птицы попали в музейные коллекции в 1890—1900 годы, когда на них велась целенаправленная охота. В США тёмную морфу отмечали в Висконсине, Мичигане, Иллинойсе, Огайо, Нью-Йорке, Массачусетсе, Флориде. Кроме того, птиц отмечали в Бразилии и Парагвае. Полученное в 2010 году в Бразилии первое видео тёмной морфы было опубликовано на YouTube. Гнёзда индейского волчка Кори отмечали только в двух местах: на озере Окичоби во Флориде и в заливе Эшбридж в Онтарио. Болотистые территории последнего были полностью уничтожены в начале XX века.

### Вокализация
Взрослые птицы обладают обширным вокальным репертуаром с большим количеством позывок. Ральф Палмер (Ralph S. Palmer) описывал похожие на голубиные звуковые сигналы «uh-uh-uh-oo-oo-oo-oo-ooah», Генри Армистед (Henry T. Armistead) сравнивал вокализацию с позывками черноклювой американской кукушки (Coccyzus erythropthalmus), отмечая повторяющиеся 3—5 раз «coo» на рассвете, а Стив Хоуэлл (Steve N. G. Howell) и Софи Вебб (Sophie Webb) описывали серии из 6—8 низких сигналов «cowh-cowh…» или «pukh-pukh…». Весной часто можно услышать воркование самцов, похожее на голубиное, которое призвано обозначить присутствие птиц и на которое самки отвечают тикающими звуками. Способом связи с партнёром является сигнал «gack-gack», который обычно раздаётся из гнезда, или «gra-a-a», который можно услышать от защищающихся птиц. Потревоженные волчки издают громкий визжащий «quoh», шипящий «hah», «tut-tut-tut», или гогочут. Роберт Берсток (Robert A. Behrstock) добавил, что позывки потревоженных птиц напоминают пастушка-трескунка (Rallus longirostris) и настолько сильно интегрированы с обычным шумом болота, что их очень тяжело заметить. Улетая с болота, птицы кричат «nk-ank». Развитие вокализации у молодых и взрослых индейских волчков изучено слабо. Птенец в гнезде издаёт слабый писк на первый день, громкий хрипящий писк — на четвёртый и свистящий визг — к седьмому дню. Вокализация многих подвидов индейского волчка остаётся неизвестной. Подвид Botaurus exilis erythromelas издаёт позывки утром и поздно вечером. На острове Тринидад их обозначили как «woh» и «kock», в Бразилии — «rro-rro-roo», «raaabb», «gheh-eh», в Парагвае — «woh». Схожие позывки у подвида Botaurus exilis limoncochae, на озере Лимонкоча их описали как «haww» и «aww», а на реке Напо — «waa» и «aaw».
Активный период вокализации в штатах Нью-Йорк и Мэн начинается в начале или середине мая и достигает своего пика в начале или середине июня. В Аризоне разнообразные позывки слышны во время сезона размножения с марта по октябрь, в то время как позывку «tut-tut-tut» можно услышать круглый год. Обычно птицы ведут себя более шумно на рассвете, чем на закате, а в полдень и после обеда предпочитают молчать. Кроме того, вокализация заметно уменьшается во время ветра или дождя.
Во время инкубации взрослые птицы могут стучать клювом.

## Распространение

### Ареал

Гнездовой ареал
Места круглогодичного обитания
Места зимовки

Основной ареал индейского волчка простирается от юго-восточной Канады через США и Мексику до Коста-Рики. Некоторые подвиды индейского волчка обитают на обособленных ареалах в Южной Америке. Общая площадь непосредственного ареала (англ. extent of occurence) составляет 27 700 000 км². Случайных птиц отмечали на Азорских островах и в Исландии, в Марокко, Португалии и на Виргинских островах.
Птицы обычно гнездятся около крупных рек, озёр и эстуариев, практически отсутствуют в горах, хотя по информации Международного союза охраны природы их отмечали на высоте до 3100 м над уровнем моря. Западная популяция сосредоточена в Калифорнийской долине и на плато Модок в Калифорнии, в бассейнах рек Кламат и Малур в Орегоне, вдоль реки Колорадо на юго-западе Аризоны и юго-востоке Калифорнии. После появления птенцов птицы распределяются на север до штата Вашингтон. Они редко встречаются в районе Большого Бассейна, хотя ранее гнездились на болотах близ Большого Солёного озера. Индейские волчки отсутствуют в обширном регионе от долины реки Миссисипи и тихоокеанских штатов до восточных и южных районов Мексики и Коста-Рики. Птицы редко встречаются в канадских приморских провинциях (единичные находки гнёзд были зафиксированы в Нью-Брансуике), а в Онтарио они заселяют преимущественно юго-восточные регионы на берегах озёр Онтарио и Эри. В Мексике индейский волчок встречается на юге полуострова Калифорния, на побережье штата Сонора, а также на карибском побережье от штата Тамаулипас на границе с Техасом до Веракруса и юго-восточных районов Кинтана-Роо на границе с Белизом. В Панаме птиц отмечают редко, преимущественно в районе Панамского канала (особенно на берегах водохранилища Гатун) и реки Чагрес выше Гамбоа, на тихоокеанских склонах близ города Токумен и на востоке провинции Панама. Гнёзда птиц изредка отмечали на западе Парагвая, преимущественно во Влажном Чако, а также на востоке страны.

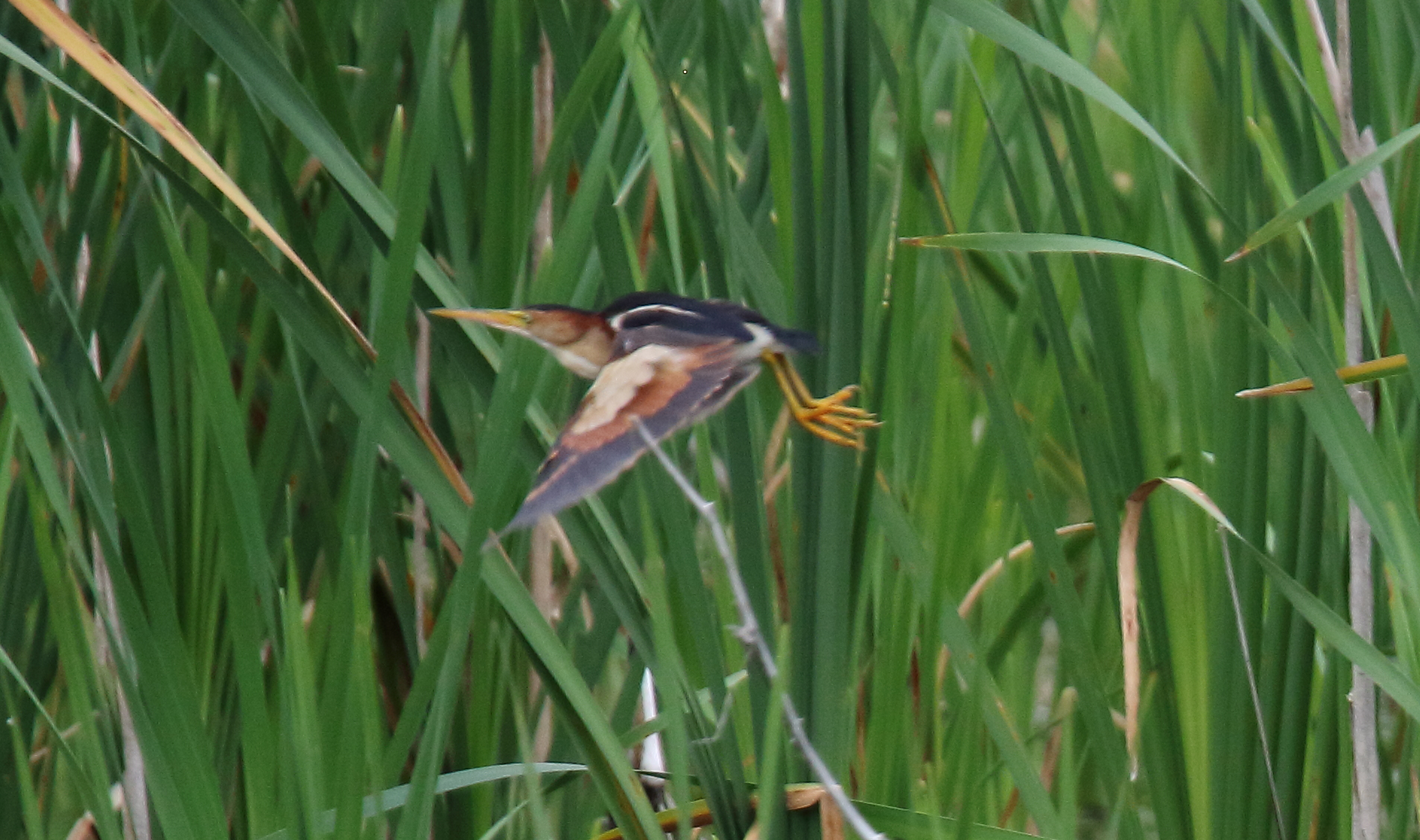
Индейский волчок в полёте

Зимуют индейские волчки на побережье Атлантического океана от Мэриленда и Виргинии до Луизианы и Техаса. Особенно много птиц отмечают на юге Флориды, в долине реки Рио-Гранде, в низовьях реки Колорадо и на полуострове Калифорния. На многих территориях возможны продолжительные зимние заморозки. Птицы также проводят зимы на Больших Антильских островах, на востоке и в центральной части Центральной Америки, лишь изредка продвигаясь южнее Панамы. Некоторые птицы не мигрируют. Предположительно, миграция отсутствует у птиц из центральных регионов Южной Америки, в частности Парагвая, хотя учёные отмечают у них кочёвки. Индейский волчок осуществляет миграцию, перебираясь из регионов с умеренным климатом, в которых они гнездятся, к местам зимовки в умеренном и субтропическом климате. Летние и зимние ареалы пересекаются в южной части Флориды, Калифорнии в США и в Нижней Калифорнии в Мексике. Информация о маршрутах миграции отсутствует. Осенняя миграция начинается в конце августа и продолжается весь сентябрь, некоторые птицы остаются в местах гнездовий до середины октября. Индейские волчки возвращаются с зимних квартир в апреле—мае. Молодые птицы могут начинать свою миграцию позже, оставаясь на болотах до октября. Обычно индейские волчки перелетают лишь на короткие расстояния (не более 25 м), быстро падая обратно в заросли. В полёте оставляют ноги свободно висеть (при этом ноги выдаются за конец короткого хвоста), и часто ошибочно принимаются за пастушковых. Из-за изогнутой шеи, голова в полёте как бы ложится на плечи. Вместе с тем обширные миграции вида опровергают тезис о слабой способности к полёту.

### Среда обитания
Индейский волчок предпочитает пресноводные или солоноватые болота с густыми высокими зарослями рогоза (Typha), осоки (Carex), камыша (Scirpus), стрелолиста (Sagittaria), скоплениями деревьев и участками открытой воды. Изредка встречается в солончаках и мангровых болотах, не любит открытые топи и заросшие участки. Миграция проходит по схожим районам. О среде обитания в местах зимовки известно мало, птицы в основном встречаются на солоноватых и солёных болотах.
В Айове индейский волчок обитает на пресноводных водоёмах, преимущественно площадью более 5 га, в которых соотношение растительного покрова и открытой воды примерно равное. В Висконсине он избегает участки с сухим рогозом, Scirpus fluviatilis и осокой. В Мэне встречается среди густых высоких зарослей рогоза и на осоковых болотах, причём площадь таких водоёмов может не превышать 0,4 га. В Миссури предпочитает водоёмы глубиной до 50 см, на которых густая растительность граничит с открытой водой, и не встречается на водоёмах с редким или низким растительным покровом. Во время миграции весной и осенью в Миссури предпочитает участки глубиной 20—25 см с преобладанием Sparganium eurycarpum, горца земноводного, Polygonum coccineum и рогоза высотой 50—150 см. Плотность растительного покрова составляет 150—300 стеблей на квадратный метр. Близ Чесапикского залива в Мэриленде индейский волчок предпочитает болота с рогозом, часто встречается в других пресноводных или солоноватых болотах с грубой растительностью, но почти отсутствует на солончаках. В приливных болотах в штате Нью-Йорк обитает на участках с высокими плотными зарослями, перемежающихся с более влажными участками глубиной до 70 см. Во Флориде птиц чаще всего отмечают на смешанных участках осоки и рогоза (29 % птиц), только осоки (23 %) и только рогоза (9 %). В северных регионах также отмечена сильная связь с рогозом, возможно потому, что он является наиболее распространённым высоким болотным растением. На северо-западе Теннесси индейский волчок традиционно заселяет озёра на ранних стадиях роста Zizaniopsis miliacea. Из-за стабилизации уровня воды в водоёмах в них стали преобладать болотные мирсиновые (Myrsinoideae) с вкраплениями деревьев, что представляет угрозу для популяции индейского волчка в этом регионе.

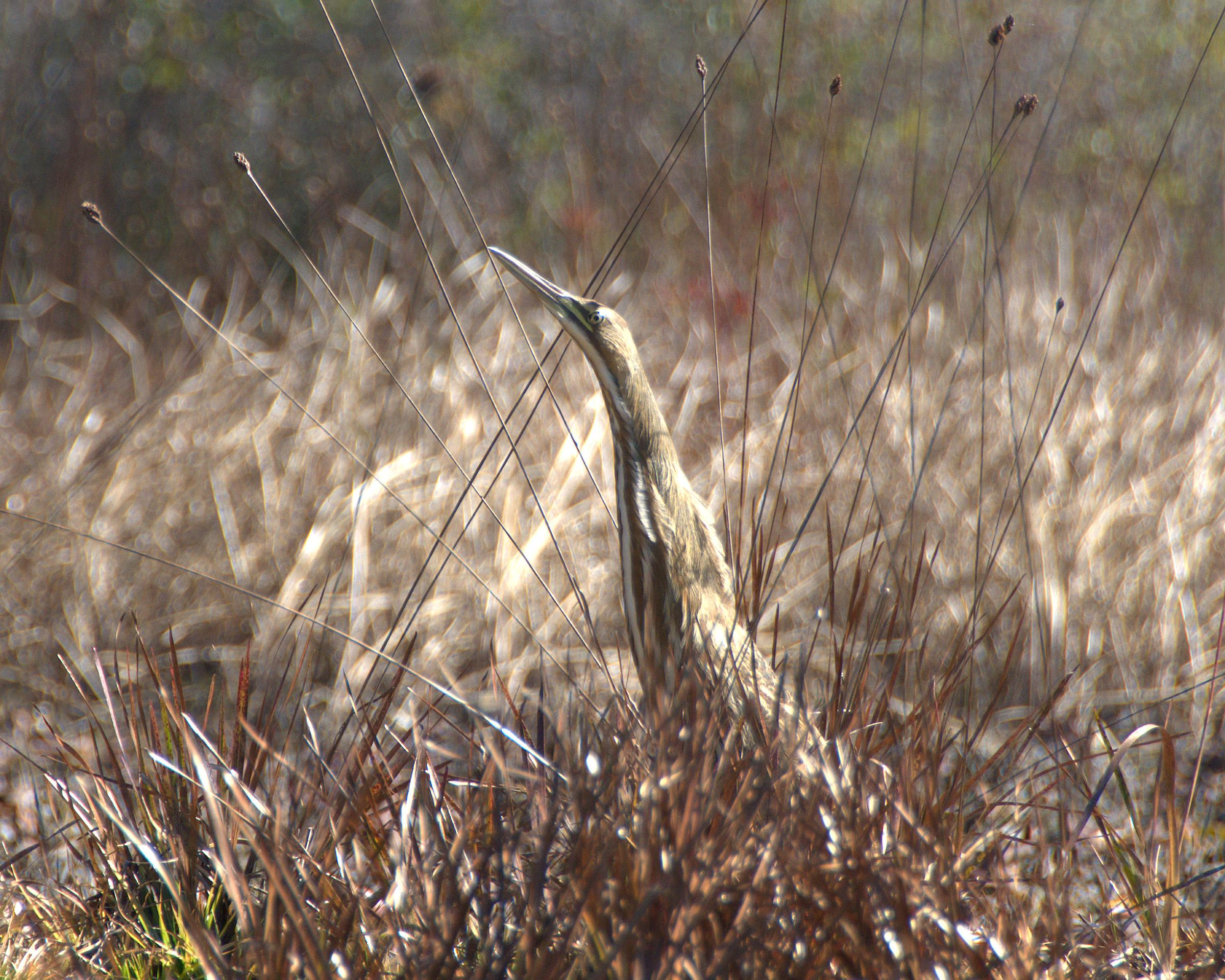
Американская выпь

Многие исследователи сравнивают индейского волчка с другой птицей Американского континента из того же подсемейства — американской выпью (Botaurus lentiginosus). Их ареалы пересекаются и птицы часто устраиваются на одних и тех же болотах во время сезона размножения. Несмотря на то, что оба вида ведут дневной образ жизни, они редко контактируют между собой, так как обладают очень разными предпочтениями в еде и особенностями размножения, а также нуждаются в разных условиях для строительства гнезда. Индейский волчок предпочитает более густую растительность и более глубокие водоёмы по сравнению с американской выпью, которая обычно кормится вдоль берега, при этом он охотится на более мелкую добычу. Кроме того, у этих видов различается время миграции: индейский волчок прибывает к местам гнездования на месяц позже, а покидает их на 1—2 месяца раньше, чем американская выпь. В зимнее время северная граница распространения индейского волчка намного южнее, чем американской выпи.

### Численность и охранный статус
Международный союз охраны природы относит индейского волчка к видам, вызывающим наименьшие опасения (LC). На основе Breeding Bird Survey 1966—1989 годов и Christmas Bird Count учёные сделали вывод, что численность вида в Северной Америке остаётся стабильной. Вместе с тем любители птиц отмечают, что индейские волчки встречаются реже на всём ареале, а в некоторых регионах исчезли вовсе. Лучше всего численность определяется по ответным позывкам на воспроизведение звуковых сигналов индейского волчка, однако этот способ должен учитывать местный сезон размножения. В болотах Висконсина на запись отвечает 0,4 самца на гектар, в приливных болотах около Гудзона в штате Нью-Йорк — 0,5 самца на гектар, в низовьях реки Колорадо — 1 самец на гектар. Исследователи на лодках в регионе Эверглейдс во Флориде отмечали 0,13 птиц на километр пути в каналах, 0,04 — на открытых полях, 0,37 — вдоль лодочных маршрутов, при этом во время сезона размножения количество замеченных самцов и самок было равным. Значительным фактором, влияющим на смертность индейского волчка, могут быть столкновения с автомобилями, заборами из колючей проволоки и линиями электропередач. Из 607 птиц, которых вспугнули лодки в Эверглейдс, 3 % были сбиты ими же.

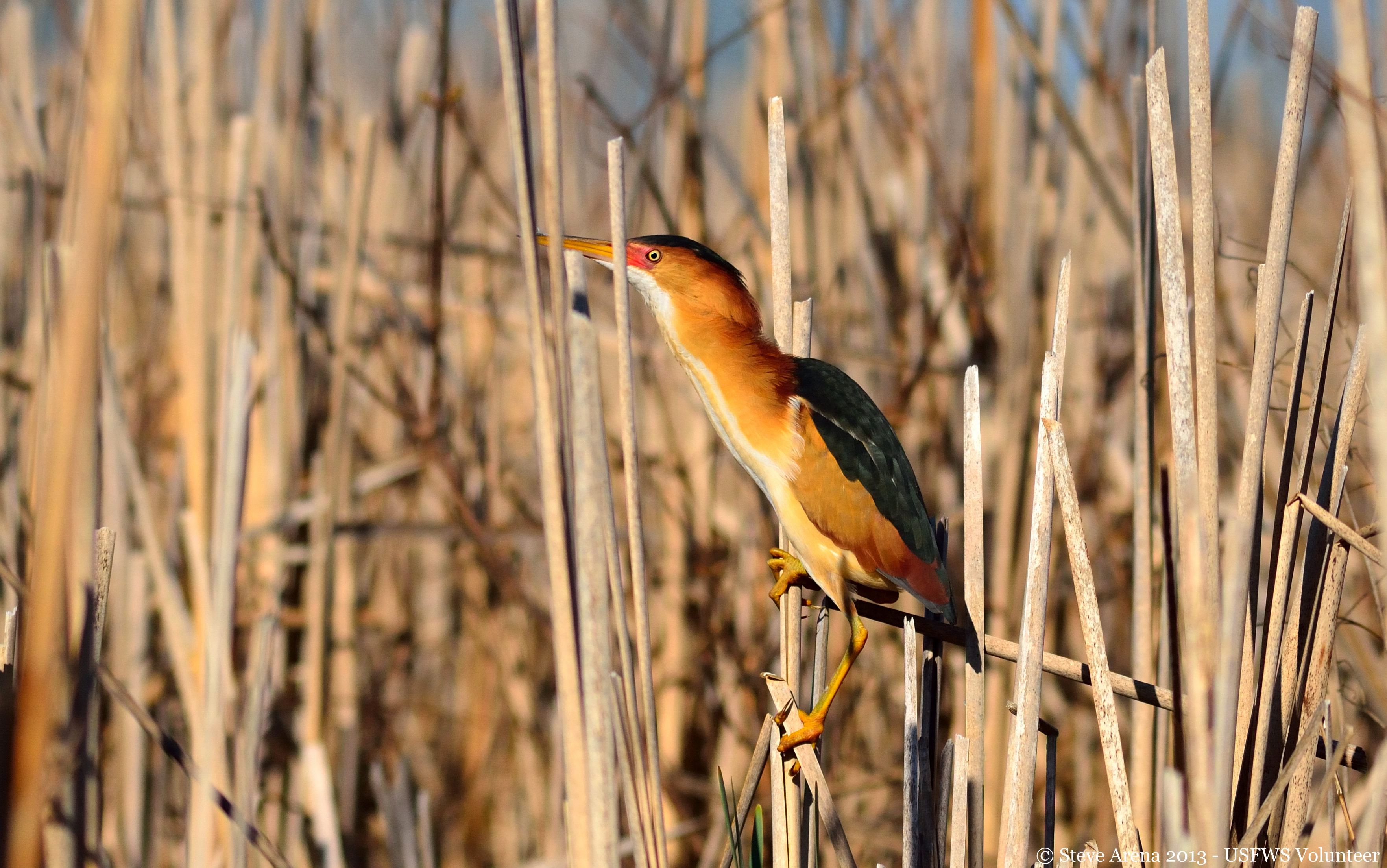
Индейский волчок в Массачусетсе

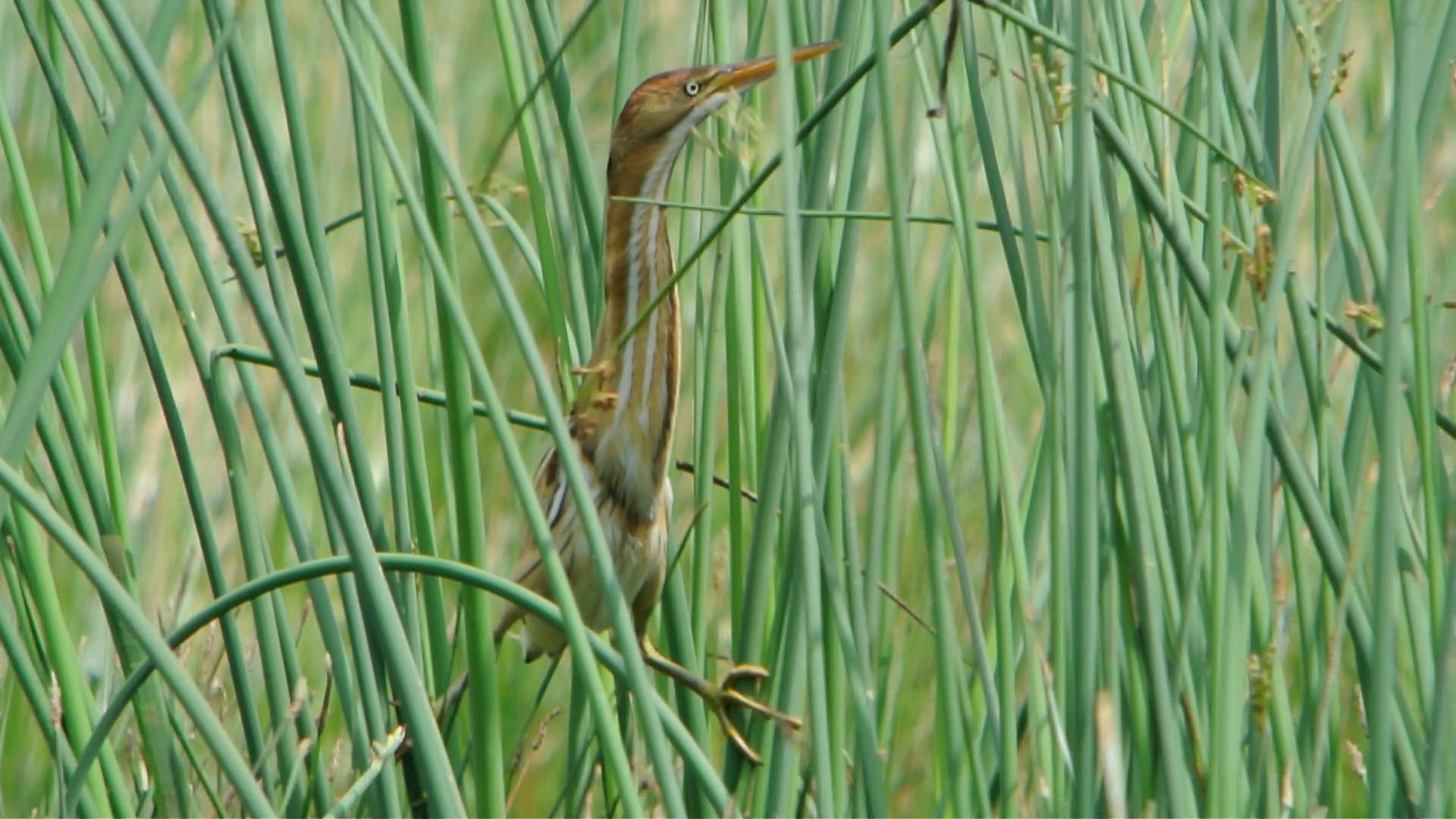
Индейский волчок в Миссури

Наибольшую угрозу популяции индейского волчка представляет разрушение водно-болотных угодий — их основной среды обитания. С 1950-х по 1970-е годы в США было утеряно 4,75 млн акров подходящей территории. При сохранении среды обитания, индейские волчки терпимы к присутствию человека и могут встречаться в урбанизированных районах, а искусственные водохранилища могут стать дополнительными водоёмами, подходящими для их гнездования, которые, впрочем, не компенсируют потери естественных болот. Кроме того, сами водно-болотные угодья могут существенно изменяться из-за распространения дербенника иволистного (Lythrum salicaria) и тростника обыкновенного (Phragmites australis). На северо-западе Теннесси преобладающий ранее Zizaniopsis miliacea сменился на эти растения, и индейский волчок стал редким, а продолжающаяся смена растительности может привести к полному исчезновению вида в регионе.
На количество пищи могут оказывать влияние кислотные осадки, однако густая растительность на заболоченных территориях с нейтральным pH может служить химическим буфером. Кроме того, запасы пищи могут сокращаться из-за заиливания, эрозии сельскохозяйственных почв и попадания в болота сточных вод, которые могут содержать инсектициды. В частности в 1960-е годы в Луизиане в яйцах индейского волчка было обнаружено большое содержание дильдрина. В илистых водоёмах могут паразитировать нематоды Eustrongylides, которые распространяются мелкой рыбой и существенно влияют на популяцию болотных птиц, особенно в водоёмах, питаемых ливневыми водами и стоками из жилых или сельскохозяйственных районов.
Водно-болотные угодья, на которых обитают индейские волчки, часто управляются государственными либо региональными природоохранными службами, которые располагают широкими возможностями для улучшения их среды обитания. Вместе с тем для работ по сохранению вида необходимо изучение численности популяции и тенденций её изменения, мест обитания в периоды гнездования, миграции и зимовки, биологии размножения, в том числе причин и уровня смертности как молодых птиц, так и взрослых особей.

## Питание

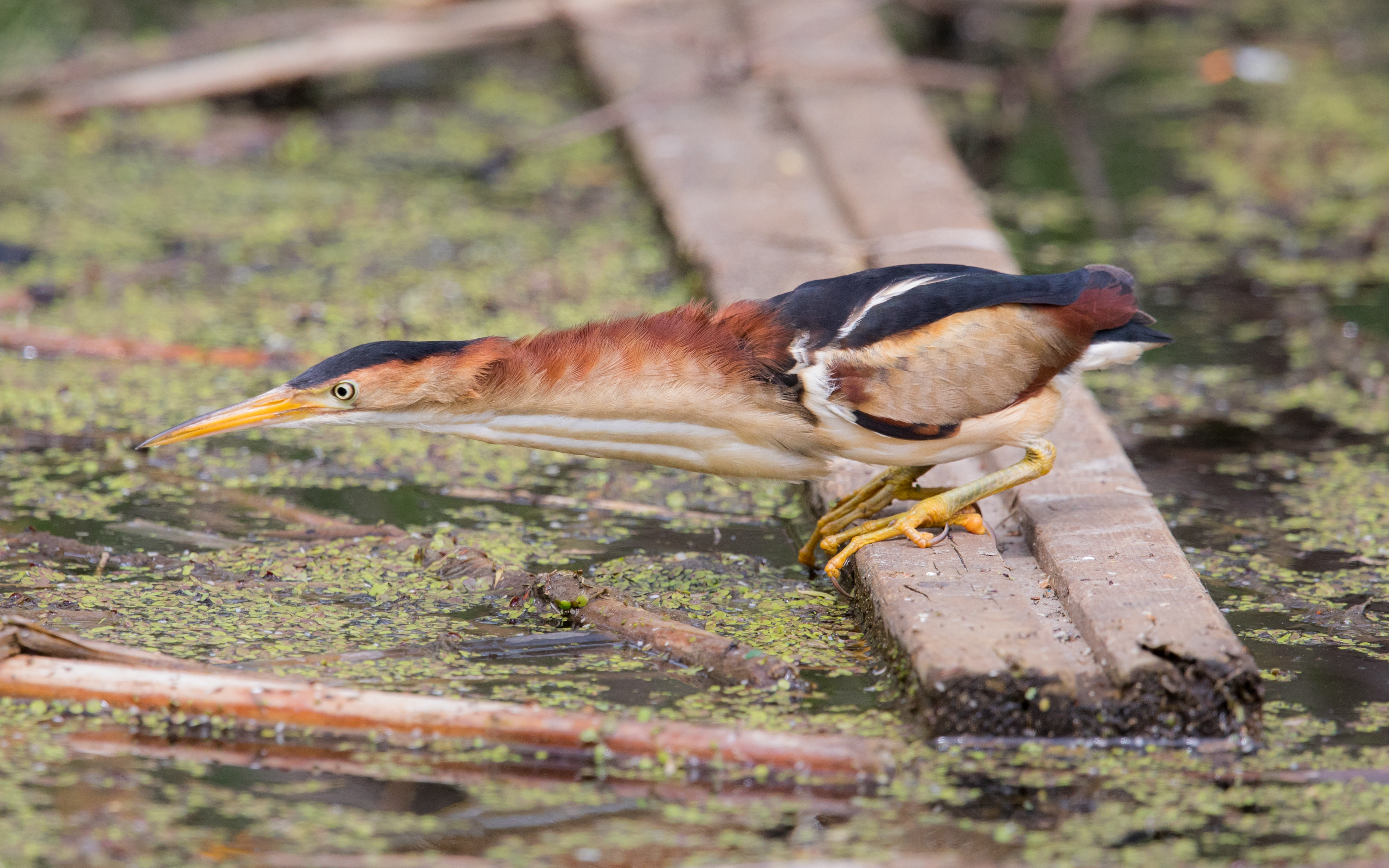
Перед броском

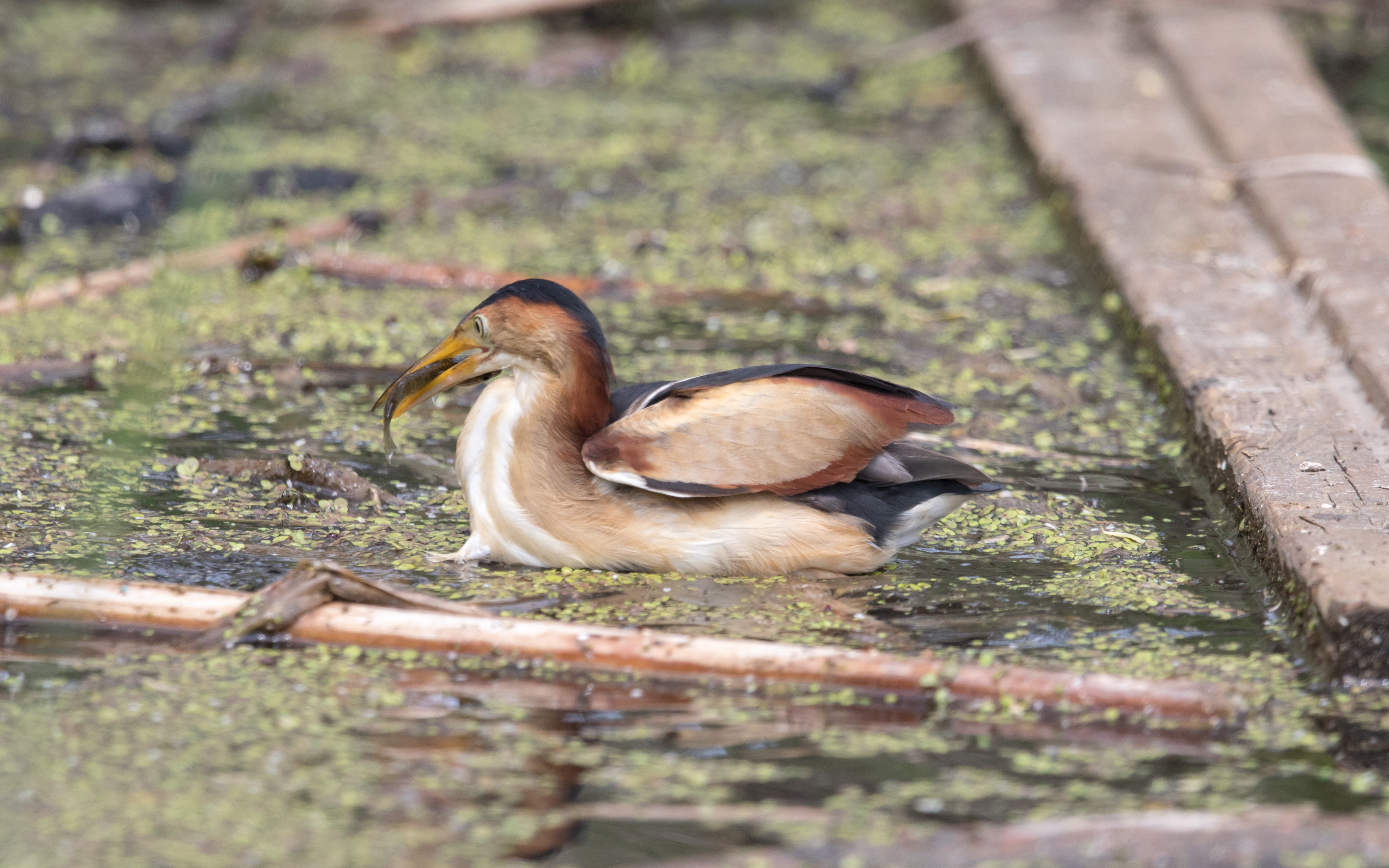
С добычей

Индейский волчок в основном питается мелкой рыбой и насекомыми. Рацион также включает змей, лягушек, головастиков, саламандр, пиявок, слизней, раков, мелких млекопитающих и растительный материал. Отдаёт предпочтение таким рыбам как фундулюсы (Fundulus), умбры (Umbra), центрарховые (Centrarchidae), пресноводные окуни (Perca), а среди насекомых в основном стрекозам (Odonata) и прямокрылым (Orthoptera). Перед употреблением ракообразных может срезать острые края их экзоскелета. Кроме того, может охотиться на яйца и птенцов желтоголового трупиала (Xanthocephalus xanthocephalus), а при случае употреблять в пищу мелких птиц. Изучение желудков 93 птиц из Флориды показало, что они на 40 % содержали мелкую рыбу, на 21 % — стрекоз, 12 % составляли другие водные насекомые, 10 % — ракообразные. Содержимое желудка птицы при этом составляло до 21 % от общей массы её тела. Информация о хранении пищи отсутствует. В тёплую погоду взрослые птицы пьют воду, чтобы избежать перегрева. Для этих целей они могут также держать голову в тени и погружать в воду живот.
Индейский волчок ищет пищу днём в высоких густых зарослях вдоль открытых участков. На особенно богатых участках гнёт растения и строит на них кормовые платформы, которые затем использует для инкубации птенцов. Птицы предпочитают питаться, не отдаляясь далеко от гнезда, насиживающие волчки могут добывать пищу прямо из гнезда. Крайне малые размеры цапли позволяют ей легко передвигаться в густой растительности. Индейский волчок в поисках пищи крадётся по ветвям и траве, цепляясь за растения над уровнем воды, и обычно кормится на поверхности воды. При этом цепкие лапы и длинная шея позволяют ему кормиться в водоёмах глубиной 25—60 см, как и самые крупные североамериканские цапли. Несмотря на то, что индейский волчок активен в течение всего дня, учёные отмечают сумеречный пик активности.
Индейский волчок использует 4 из 28 различных моделей поведения цапель во время охоты. Птицы могут стоять на месте, медленно ходить, покачивать шеей или взмахивать крыльями. Во время покачивания шеей индейский волчок заставляет двигаться мышцы шеи, что позволяет ему усиливать маскировку и преодолевать блики на воде. При взмахе крыльями он быстро втягивает и вытягивает их, пытаясь вспугнуть добычу из укрытия. Маленький тонкий клюв приспособлен для быстро движущейся и мелкой добычи. После каждой поимки волчок переходит на новое место.
Птицы обычно охотятся в одиночку, во время сезона размножения — парами. В зимнее время могут быть более социальными. Джон Джеймс Одюбон в 1840 году описал большие скопления индейского волчка (более 20 особей), которые он наблюдал зимой на побережье Мексиканского залива.
Взрослые особи испражняются вдали от гнезда.

## Размножение

### Брачное поведение
Вероятно, индейские волчки моногамны, но информация о продолжительности парной связи крайне скудная, скорее всего, птицы образуют пару только на один сезон. Пара формируется незадолго до начала откладывания яиц. По-видимому, птицы способны к размножению со второго года.
Брачное поведение включает кормление во время ухаживания и воркующие позывки самца, привлекающего самку. Перед копуляцией, которая происходит в гнезде до или во время кладки, самец чистит у самки перья шеи и лопаток. Милтон Уэллер (Milton W. Weller), опубликовавший в 1961 году статью об особенностях размножения индейского волчка, упоминает два случая наблюдения за копуляцией: в первом случае она происходила через два дня после окончания строительства гнезда и за пять дней до появления первого яйца, во втором — когда в кладке уже было два яйца. В обоих случаях копуляция проходила на гнезде, что также отмечалось у большой выпи (Botaurus stellaris), обитающей в Европе.
Самцы защищают свою территорию и агрессивно реагируют на воспроизведение записанных сигналов. Защищая гнездо, индейский волчок может демонстрировать агрессивное поведение. В угрожающей позе он поднимает все перья, вытягивает шею, расправляет крылья и бьёт клювом. Угрожая потенциальным хищникам, он может опускать перья на макушке и втягивать шею, готовясь к удару раскрытым клювом. В крайнем случае, расправляет над спиной крылья. Свои действия индейский волчок часто сопровождает шипением. Если птицу потревожили крупные животные, в том числе люди или большие цапли, она принимает вертикальную стойку, направляя голову строго вверх и прижимая к телу перья. В таком положении волчок может двигаться из стороны в сторону, маскируясь под качающуюся на ветру болотную растительность.

### Гнёзда

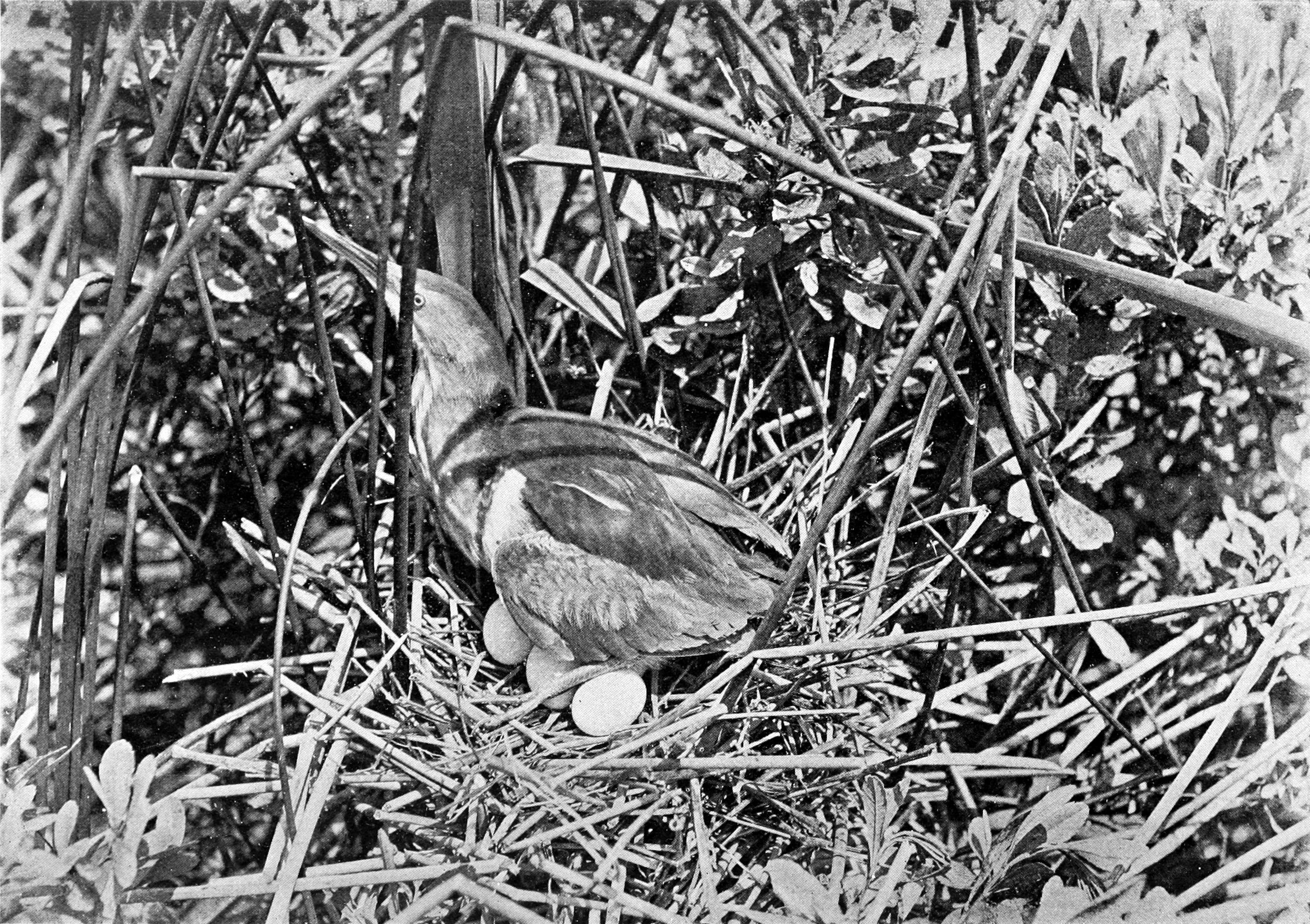
Самка в гнезде с яйцами, фотография 1899 года

Индейские волчки строят гнёзда в густых высоких зарослях надводной растительности, в первую очередь рогоза (Typha), осоки (Carex) и камыша (Scirpus), реже тростника (Phragmites), стрелолиста (Sagittaria), ивы (Salix), цветоголовника (Cephalanthus) и ризофоры (Rhizophora). Крайне редко гнёзда отмечали на земле либо на плавниках. Гнёзда располагаются на высоте 15—76 см над уровнем воды и на расстоянии до 10 м от открытой воды. Глубина водоёма под ними может составлять 8—96 см. Уильям Пост (William M. Post) в 1998 году исследовал гнёзда в Южной Каролине; 28 найденных им гнёзд были расположены на расстоянии 3—4 м от открытой воды на высоте 60 см над водой при глубине водоёма 30 см, высота рогоза, заросли которого включали в равной степени живые и мёртвые стебли, составляла около 2 м. Такое расположение гнезда позволяло избежать затопления во время шторма, но было достаточно низким, чтобы оставаться укрытым густой растительностью. На западе штата Нью-Йорк гнёзда обычно располагаются в местах с глубиной водоёма до 57 см (в среднем 34,4 см) и на расстоянии 3,5 м до открытой воды.
Гнездо представляет собой платформу, сооружённую из согнутых живых или мёртвых окружающих стеблей, с добавлением веток в её основание. Оно может быть расположено на прошлогодних гнёздах самого́ индейского волчка или старых гнёздах других птиц, в частности, желтоголового трупиала и белошапочного голубя (Patagioenas leucocephala). В Онтарио было отмечено гнездо, построенное над действующим гнездом болотного крапивника (Cistothorus palustris). Обычно индейский волчок устраивает гнёзда на согнутых им стеблях, покрывая их сверху свежей растительностью, при этом использует материалы, расположенные непосредственно около гнезда. Изредка приносимые в гнездо ветки он укладывает как спицы колеса. У 84 гнёзд, исследованных на западе штата Нью-Йорк, основными строительными материалами были рогоз (77 %) и тростник (13 %). Диаметр гнезда составляет 15—20 см, толщина — 5—12 см. Строительством гнезда в основном занимается самец, который продолжает постройку во время инкубации. Со временем под тяжестью взрослых птиц и птенцов гнездо постепенно опускается. Уэллер отмечал, что наличие старых стеблей играет важную роль при выборе места для строительства гнезда: когда во время сильного паводка часть старых стеблей и прошлогодних гнёзд на одном участке озера была смыта, индейские волчки стали строить гнёзда на том участке, где старые стебли сохранились.
Обычно гнёзда разбросаны по подходящему болоту равномерно, но на высокопродуктивных участках могут быть расположены на расстоянии 10 м друг от друга, из-за чего учёные считают индейского волчка полуколониальной птицей. На западе штата Нью-Йорк посредством радиотелеметрии посчитали размер участков индейского волчка: 1,8—35,7 га (в среднем 9,5 га). Такой большой разброс связан с тем, что некоторые птицы используют две зоны в течение сезона размножения. В богатых рогозом болотах Южной Каролины отмечалось 12 гнёзд на гектар рогоза, расстояние до ближайшего гнезда составляло в среднем 9 м. По другим данным плотность гнёзд может колебаться от 1 до 15 на гектар.
В Южной Каролине было отмечено, что птицы строят гнёзда около гнёзд лодкохвостых граклов (Quiscalus major), полагаясь на их бдительность и способность отгонять хищников. Скопление гнёзд индейского волчка было отмечено в пределах уже образовавшихся колоний лодкохвостого гракла, в которых гнёзда отстоят друг от друга в среднем на 2,52 м. Волчки строят свои гнёзда позже граклов, и они могут быть расположены ближе к гнёздам граклов, чем друг к другу. При этом даже самки граклов крупнее индейского волчка и могут гонять их, иногда к ним присоединяются намного более крупные самцы. В водоёмах Южной Каролины наземным хищникам, в частности енотам, мешают добираться до островов, близ которых гнездятся индейские волчки, обитающие там миссисипские аллигаторы (Alligator mississippiensis).

### Яйца
В Айове и Иллинойсе первая кладка происходит в конце мая — конце июля, в Онтарио — с 15 мая по 2 августа (при этом в 99 из 221 случаев с 6 по 21 июня), в регионе Эверглейдс во Флориде — с середины по конец мая, в Южной Каролине — с 6 апреля по 12 мая. Учёные связывают сроки кладки с жизненным циклом насекомых, которые составляют значительную часть рациона индейского волчка. В умеренном поясе заметное увеличение их численности приходится на июнь, когда птицы вскармливают потомство.
Самка откладывает 2—7 яиц. В северных регионах размер кладки обычно составляет 4—5 яиц, а в южных регионах кладки меньше, чаще в них встречается 2—3 яйца. В Онтарио из 196 гнёзд 9 содержали одно яйцо, 23 — 2 яйца, 33 — 3 яйца, 65 — 4 яйца, 54 — 5 яиц, 11 — 6 яиц, 1 — 9 яиц. В Южной Каролине за 6 лет наблюдений 50 % кладок содержали 4 яйца, 28 % — 3 яйца, 17 % — 5 яиц, 5 % — 2 яйца. В Айове средний размер кладки по наблюдениям Уэллера составил 4,48 яйца (на основе 115 кладок), на западе штата Нью-Йорк в 1999—2000 годы — 5,25 яйца. Уэллер также отмечал, что кладки с шестью яйцами чаще встречаются в северных регионах. Яйца гладкие, бледно-голубые или бледно-зелёные, без блеска, эллиптической формы, размером 31,1 × 23,9 мм. Информация о толщине скорлупы отсутствует. По-видимому, родители способны распознавать яйца своего вида и отвергают яйца других птиц, вместе с тем, в Айове 2 из 13 гнёзд содержали яйца американской лысухи (Fulica americana).
Самка индейского волчка обычно откладывает одно яйцо в день. Инкубация начитается с первого или второго яйца и продолжается по разным данным 15—20 дней. Насиживают яйца как самки, так и самцы, хотя самка проводит больше времени в гнезде. При смене птица в гнезде издаёт низкий грубый крик «gra-a-a», а сменяющая её птица поднимает перья на голове и на теле, после чего они обе щёлкают клювами. Одна из взрослых птиц постоянно находятся в гнезде, редко оставляя его без присмотра больше, чем на минуту. Сменяющиеся птицы никогда не прилетают непосредственно на гнездо, обычно они садятся на растительность около гнезда и бесшумно проходят к нему.
Индейские волчки могут делать вторую кладку, часто это происходит после нападения хищников и утери первой кладки. На западе штата Нью-Йорк промежуток перед второй кладкой в случае потери первой составляет 5,3 дня, а в случае полноценной первой кладки — 21,7 дней. По наблюдениям Уэллера в Айове вторая кладка приходится на конец июня — середину июля и превышает размерами первую.

### Птенцы

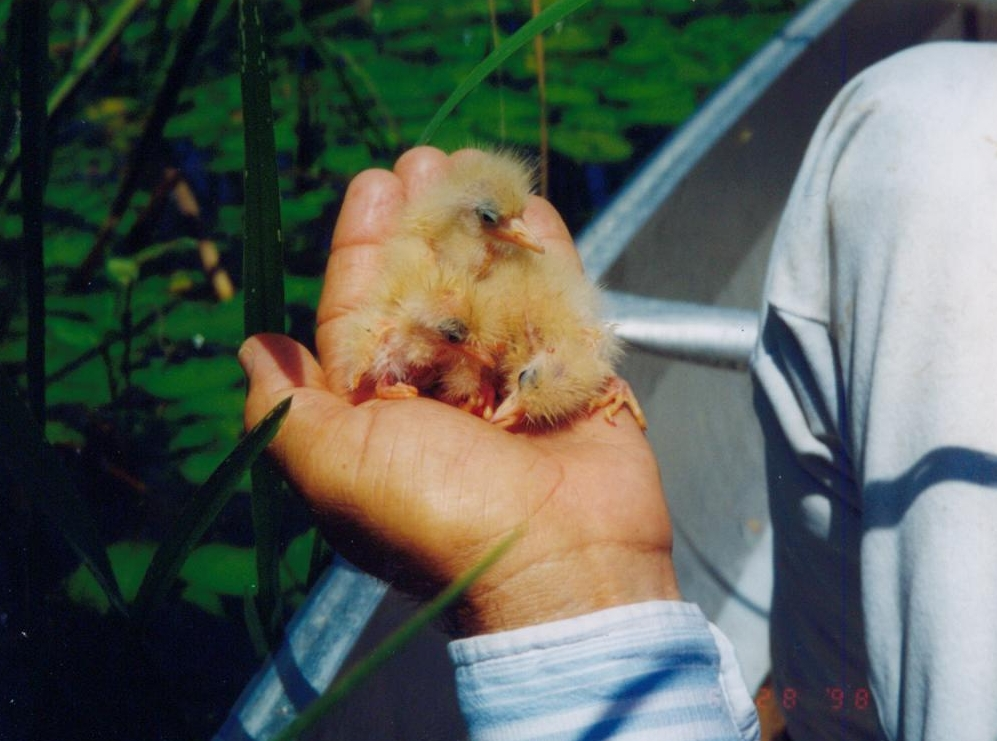
Недавно вылупившиеся птенцы

Птенцы вылупляются из яйца самостоятельно, без какой-либо помощи родителей, при этом издают слабый писк. Они открывают глаза через 10 минут после появления на свет. Голубовато-серый цвет кожи на лице вылупившихся птенцов вскорости меняется на зеленовато-жёлтый. Только что вылупившиеся птенцы способны сидеть на лапах и недолго удерживать голову, на третий день они могут держать крылья, на четвёртый — цепляться лапами за траву, а на пятый — покидать гнездо. Взрослые птицы ухаживают за птенцами в гнезде, защищают их от солнечного света.
Птенцы способны покинуть потревоженное гнездо уже на 6-й день, но обычно делают это на 13—15-й день. В Эверглейдс большое количество птенцов появляется после 15 июня, через 5—6 недель после начала гнездования. На западе штата Нью-Йорк птенцы остаются около гнезда, к 23-дневному возрасту они отдаляются от него на 13,4 м, а в возрасте 24—27 дней — в среднем на 29 м (в пределах 60 м от гнезда). Первый полёт в среднем совершают на 29-й день. Известно, что на 30—31-й день один из птенцов преодолел 1800 метров, чтобы перебраться на соседнее болото.
Масса только что вылупившихся птенцов составляет 10—20 г, длина тела — 76 мм, крыла — 10 мм, клюва — 10 мм, плюсны — 13 мм. На ранних стадиях развития птенцов их масса сильно варьирует в зависимости от содержимого желудка. В 15-му дню она достигает 50—70 г, длина крыла при этом составляет 73 мм, тела — 222 мм, плюсны — 35—40 мм. Яйцевой зуб сохраняется до 16-го дня. К 30-му дню длина крыла птенцов достигает 121 мм, тела — 317 мм, плюсны — 40 мм. Медленнее всего растёт самый молодой птенец выводка, который получает меньше пищи. Учёные отмечают быстрый рост плюсны, который позволяет молодняку передвигаться и искать пищу самостоятельно начиная со второй недели.
Чтобы получить пищу, молодые птенцы хватаются за клюв родителя, особенно важным при этом является умение птенцов держать голову и поднимать клюв вертикально вверх. Птенцы интуитивно реагируют на длинные жёлтые предметы, напоминающие родительский клюв, а родители срыгивают пищу в клюв птенцов. Самцы кормят птенцов примерно в два раза чаще, чем самки. Позднее птенцы могут питаться остатками еды, оставленными в гнезде, в частности, лягушачьими лапками или умбрами с оторванными головами. Уэллер наблюдал, как птенцы боролись за лягушачьи лапки, но не могли их проглотить, самец неоднократно заглатывал их и безуспешно пытался скормить птенцам, для которых они были слишком велики. Родители продолжают подкармливать птенцов до 30 дней.
Взрослые индейские волчки поддерживают гнездо в «исключительной» чистоте. Они проделывают в нём отверстия, через которое стекают фекалии птенцов. Со временем птицы либо выкидывают скорлупу из гнезда, либо съедают её. Кроме того, индейские волчки могут выкидывать из гнезда повреждённые яйца.

### Выживаемость и продолжительность жизни

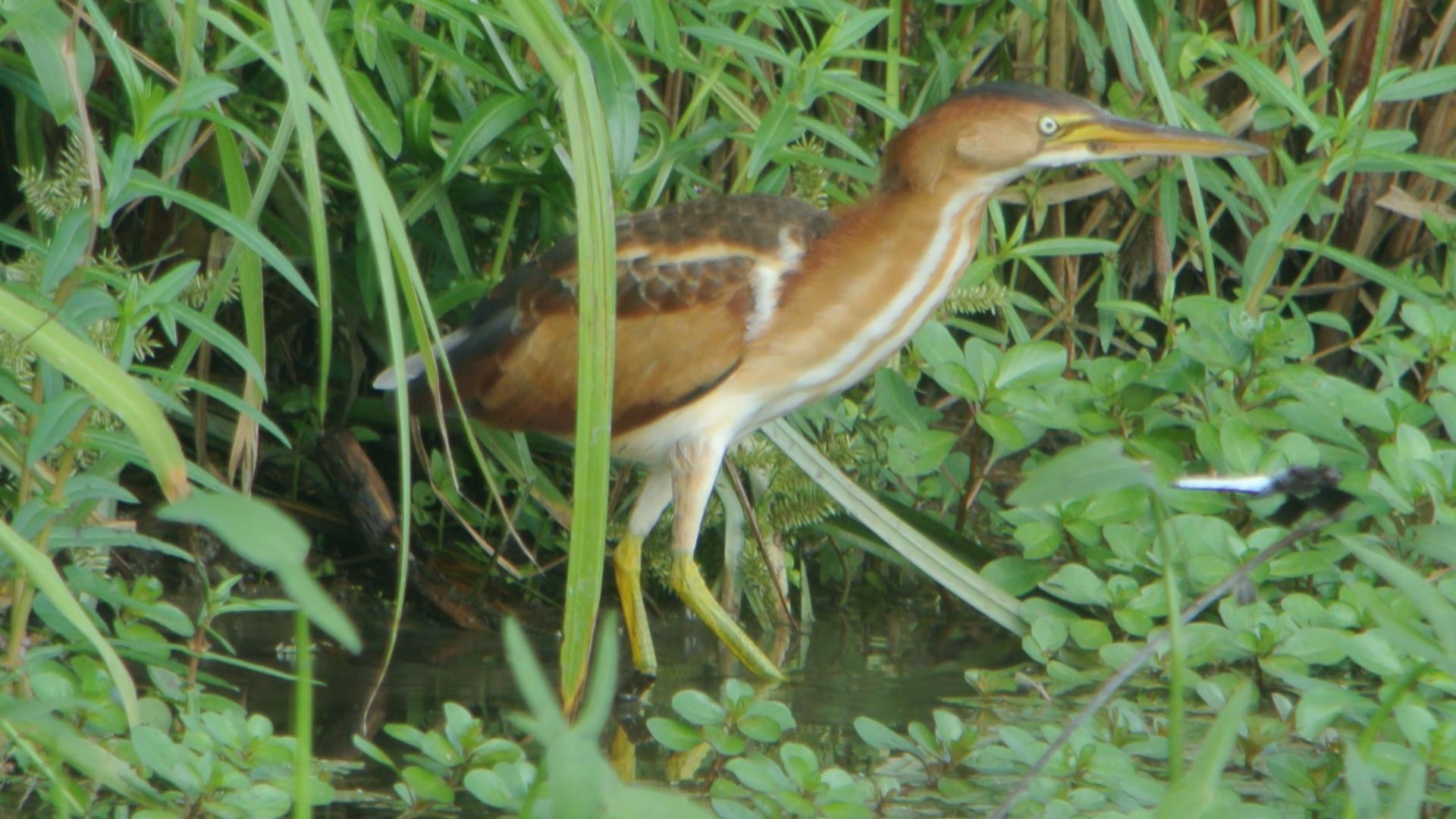
Молодая птица

На основе исследования 41 гнёзд в Южной Каролине успех кладки был оценен от 20 до 73 %, при этом суточная вероятность «смертности» яиц оказалась выше, чем вероятность смертности птенцов (2,8 % против 1,3 %), то есть яйца погибали чаще, чем уже вылупившиеся птенцы. Общий успех кладки на западе штата Нью-Йорк в 1999—2000 годах составил 44—52 %, при этом промежуток от откладывания яиц до вылупления птенцов был успешным в 58—68 % случаев, а от вылупления птенцов до того, как они покидали гнездо, — 76—78 %. В более ранних работах отмечалось 84 % успеха яиц до вылупления на 38 гнёздах (в среднем около 3 вылупившихся птенцов на гнездо) в исследовании Уэллера 1961 года и 70 % успеха на 20 гнёздах в исследованиях Томаса Кента (Thomas H. Kent) 1951 года.
Ключевыми факторами, влияющими на потерю яиц в Южной Каролине, были названы выпадение их из гнезда либо из-за штормов, либо из-за аллигаторов (11 %), а также разорение гнёзд хищниками (10 %). При этом учёные отмечают, что обычно гибнет не вся кладка, а 1 или 2 яйца или птенца. Потери в гнезде могут быть вызваны также болезнями и каннибализмом. На взрослых птиц охотятся каймановая черепаха (Chelydra serpentina) и краснохвостый сарыч (Buteo jamaicensis), в то время как птенцами и яйцами лакомятся змеи, черепахи, вороны, хищные птицы и енот-полоскун (Procyon lotor). Болотный крапивник способен проткнуть яйца индейского волчка, а американская норка (Mustela vison) — унести из гнезда яйцо или птенца. На индейском волчке паразитируют трематоды, два вида вшей и один вид клещей.
Информация о продолжительности жизни отсутствует. В период с 1914 по 2004 годы было окольцовано 2540 особей, из которых только 8 были пойманы повторно, при этом промежуток между кольцеванием и второй поимкой ни разу не превышал трёх лет.

## Систематика

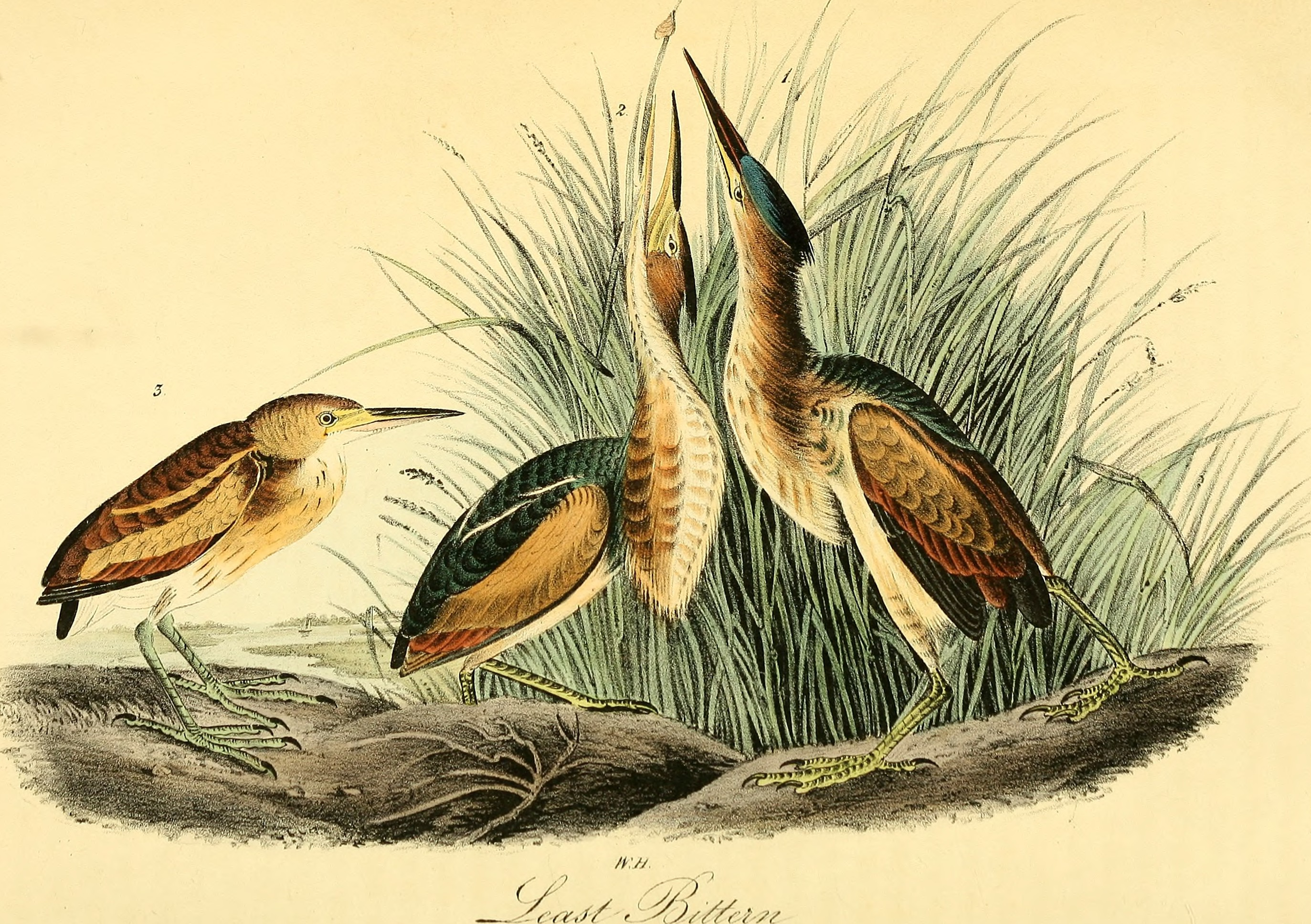
Иллюстрация Одюбона из книги «Птицы Америки», 1827—1838 годы

Немецкий учёный Иоганн Фридрих Гмелин в 1789 году в 13-м издании «Системы природы» описал индейского волчка из Ямайки, поместив его к цаплям — Ardea exilis.
Международный союз орнитологов выделяет шесть подвидов индейского волчка:
- Botaurus exilis exilis (Gmelin, 1789) — обитает на востоке Канады, на востоке и юго-западе США.
- Botaurus exilis pullus (Van Rossem[англ.], 1930) — обитает на северо-западе Мексики.
- Botaurus exilis erythromelas (Vieillot, 1817) — обитает на востоке Панамы и на севере Южной Америки (от Боливии до Аргентины).
- Botaurus exilis limoncochae (Norton, 1965) — обитает на востоке Эквадора.
- Botaurus exilis bogotensis (Chapman, 1914) — обитает в центральных районах Колумбии.
- Botaurus exilis peruvianus (Bond, 1955) — обитает на западе и в центральных районах Перу.

Ископаемые остатки индейского волчка, обнаруженные на озере Буэна-Виста в Калифорнии, в пещере в округе Бун в Миссури в США и в провинции Санта-Клара в Кубе, учёные относят к плейстоцену, а в округе Сарасота во Флориде — к плиоцену, их возраст составляет около 2 млн лет.
Современные учёные относят индейского волчка к роду выпи (Botaurus). Ранее его включали в род малые выпи (Ixobrychus), к которому относили около десяти морфологически схожих видов. Отношения внутри рода изучены слабо. Вместе с малой выпью (Botaurus minutus), обитающей на западе Палеарктики и в Африке, и китайским волчком (Botaurus sinensis), обитающим в Восточной Азии, американский индейский волчок образует кладу. Чарлз Сибли и Бёрта Монро отнесли к ней также Botaurus novaezelandiae, вымерший вид из Новой Зеландии, в то время как другие учёные считают последний таксон подвидом малой выпи. Учёные объединяют род выпи вместе с зебровыми цаплями (Zebrilus) в подсемейство Botaurinae семейства цаплевых (Ardeidae).